# 勒克莱瑞
勒克莱瑞（法語：Le Clerjus，法語發音：[lə klɛʁʒy] ⓘ）是法国大東部大區孚日省的一个市镇，属于埃皮纳勒区。

## 地理
勒克莱瑞（47°57'34"N, 6°19'17"E）面积32.93 平方千米，位于法国大東部大區孚日省，该省份为法国东北部内陆省份，北起默兹省和默尔特-摩泽尔省，西接上马恩省，南至上索恩省和贝尔福地区省，东临上莱茵省和下莱茵省。
与勒克莱瑞接壤的市镇（或旧市镇、城区）包括：阿耶维莱尔-利约蒙、普隆比耶尔莱班、特雷蒙泽、克塞蒂尼、拉沙佩勒欧布瓦、拉沃日莱班。
勒克莱瑞的时区为UTC+01:00、UTC+02:00（夏令时）。

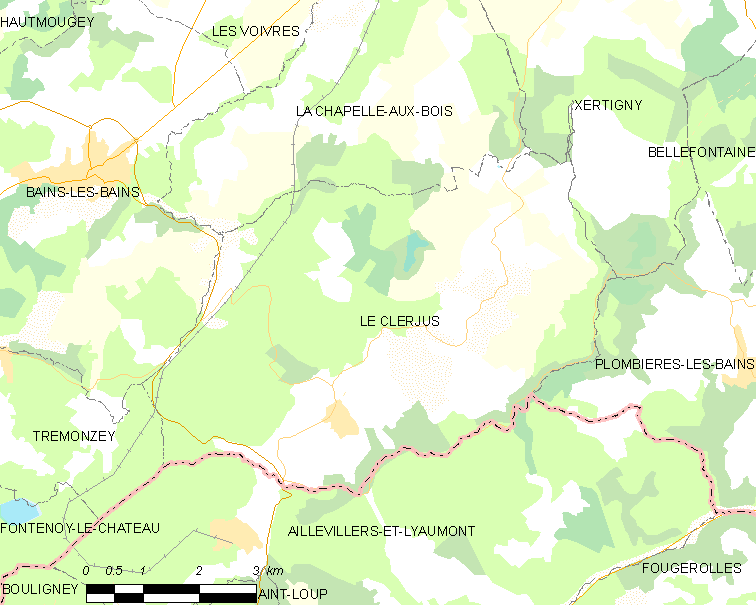
勒克莱瑞的OSM定位图

## 行政
勒克莱瑞的邮政编码为88240，INSEE市镇编码为88108。

## 政治
勒克莱瑞所属的省级选区为勒瓦勒达若勒县。

## 人口

1962-2008年间勒克莱瑞人口变化图示

勒克莱瑞于2022年1月1日时的人口数量为463人。